# Зенгіно
Зе́нгіно (рос. Зенгино) — селище у складі Орічівського району Кіровської області, Росія. Адміністративний центр Гарського сільського поселення.
Населення становить 599 осіб (2010, 628 у 2002).
Національний склад станом на 2002 рік — росіяни 99 %.